# Crater Lake
Crater Lake ist ein Kratersee des Vulkans Mount Mazama im Süden des Bundesstaates Oregon in den Vereinigten Staaten. Crater Lake ist das zentrale Objekt des Crater-Lake-Nationalparks und zeichnet sich durch seine ungewöhnlich tiefblaue Farbe aus. Der See entstand durch die Füllung der Caldera mit Regenwasser. Als Endorheischer See findet kein Wasseraustausch statt, die Höhe des Wasserspiegels stellt sich durch das Gleichgewicht von Niederschlägen und Verdunstung ein.

## Geografie

### Lage
Crater Lake liegt in Klamath County, knapp 100 km nordwestlich der Klamath Falls und knapp 130 km nordöstlich von Medford.
Im Juni 1853 wurde der See erstmals von einem nicht-einheimischen amerikanischen Forscher unter dem Namen "Deep Blue Lake" beschrieben. Seitdem änderte der See mindestens dreimal seinen Namen: "Blue Lake", "Lake Majesty" und nun als "Crater Lake".

### Geographische Dimensionen
Die Wasseroberfläche hat bei einer Höhe von 1883 m ü. d. M. eine Fläche von 53,2 km² und eine Uferlänge von 35,1 km. Der See hat eine horizontale Ausbreitung von etwa 8 km × 9,6 km und eine durchschnittliche Tiefe von 350 m. Mit seiner tiefsten Stelle von 594 m ist er der tiefste See der USA und der zweittiefste Nordamerikas.
Es gibt zwei Inseln: die größere Wizard Island („Zauberer-Insel“) im Westen und die kleine bizarr geformte Phantom Ship Island („Geisterschiff-Insel“) im Süden. 
Wizard Island hat bei mittlerem Wasserstand eine Höhe von 230 m und eine Fläche von 1,278 km². Wizard Island ist seinerseits ein kleiner (inaktiver) Vulkan, der etwa 4600 v. Chr. entstand. 
Phantom Ship Island hat bei mittlerem Wasserstand eine Höhe von 50 m und eine Fläche von 0,004 km² bei einer Größe von etwa 110 m × 50 m.
Weiterhin gibt es im Norden eine größere Erhebung, die aber unterhalb der Seeoberfläche geblieben ist: der Merriam Cone.

### Wasser
Der Crater Lake mit einem Volumen von 17,46 km³ hat ein tiefblaues und klares Wasser. Der See besitzt weder Zu- noch Abflüsse. Das Wasser besteht aus Regen- und Schneeschmelzwasser. Die Wasserqualität ist die beste in ganz Nordamerika. 1972 wurde mit der Secchischeibe eine Sichttiefe von 144 Fuß (43,9 m) gemessen; dies ist einer der größten Werte, die je gemessen wurden. Im Jahr 1997 wurde eine Sichttiefe von 142 Fuß (43,3 m) gemessen. Der pH-Wert liegt zwischen 7 und 8.
Der Erhaltung der Wasserqualität wird von der Parkadministration große Wichtigkeit beigemessen. Auf dem See betriebene Motorboote verfügen über ein abgeschlossenes Treibstoffsystem, sodass keine Ölspuren ins Wasser gelangen.
Man kann eine etwa fünfstündige Rundfahrt auf dem See buchen.

## Geologie

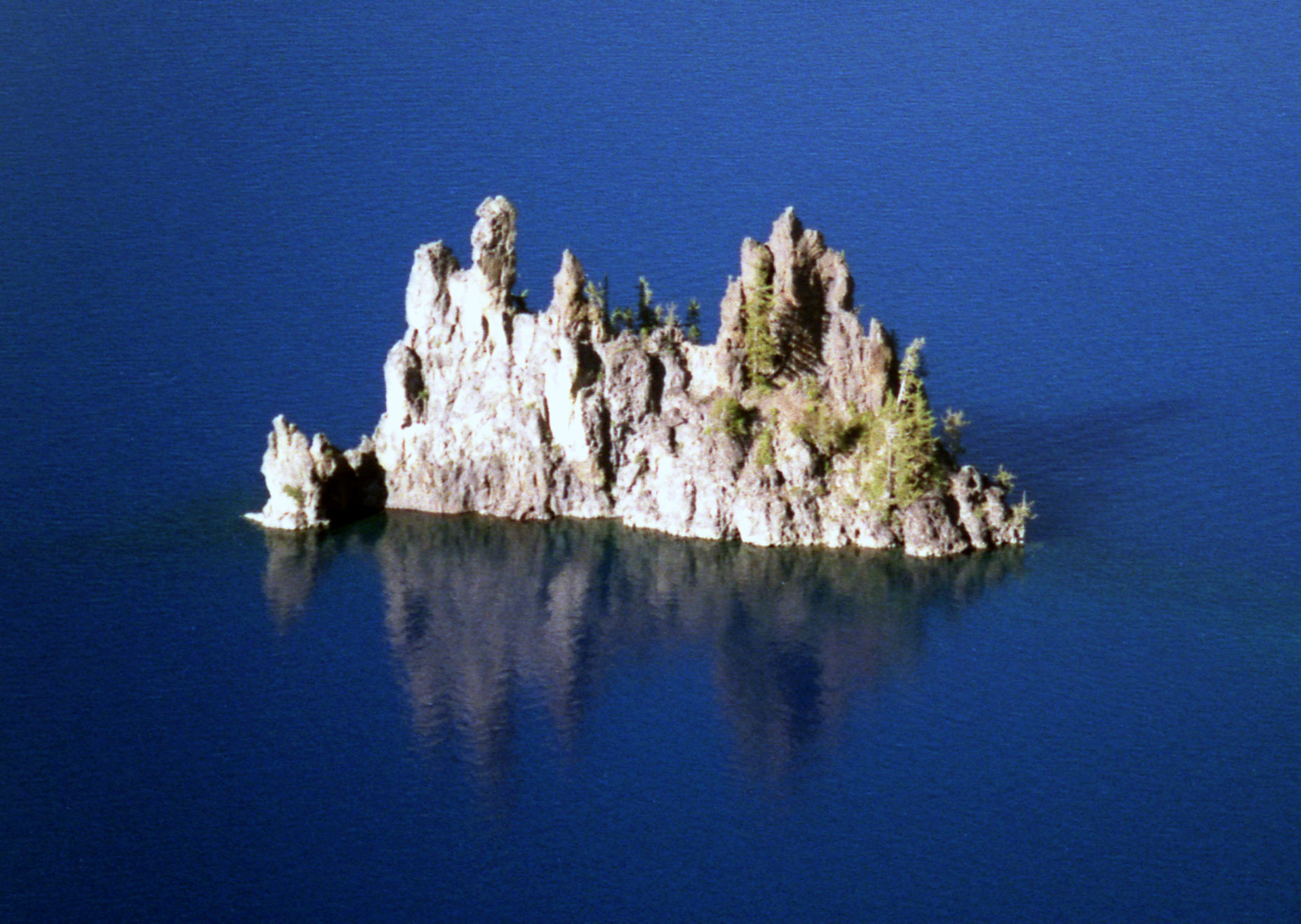
Phantom Ship Island

Der Vulkan gehört zum Bogen der Kaskadenkette. Der einst ca. 3700 Meter hohe Mount Mazama verlor 1600 Meter an Höhe, als der Vulkan vor etwa 7700 Jahren eruptierte; die genaue Datierung ist umstritten. Jüngere Analysen liegen bei
- 5724 ± 20 cal v. Chr., kalibriert mit CalPal aus 6845 C-14y Before Present;[8]  oder
- 5677 ± 150 cal v. Chr.[9]

Die supermassive Eruption erreichte einen Wert von 7 auf dem Vulkanexplosivitätsindex und hatte einen Materialausstoß von 150 km³. Die Folge war, dass der Dom des Vulkans einbrach und die heutige Caldera formte. Zwischen 88 und 224 Millionen Tonnen an Aerosolen gelangten in die Atmosphäre und sorgten auf der Nordhalbkugel für einen Temperaturrückgang um etwa 0,6 °C. Auch die Ozonschicht wurde durch den Ausbruch merklich in Mitleidenschaft gezogen.
Es folgten weitere Eruptionen, die zum Beispiel die zentrale Plattform, Wizard Island, Merriam Cone und andere Erhebungen im See formten. Die hydrothermale Aktivität am Boden des Sees ist ein Hinweis auf einen möglichen nochmaligen Ausbruch des Vulkans.

## Sonstiges
Der See hatte im Laufe der Zeit folgende andere Namen: Deep Blue Lake, Blue Lake und Lake Majesty. Das in der Umgebung ansässige indigene  Volk der Klamath verehrt den Crater Lake noch heute als heilige Stätte.
Auf dem See treibt mindestens seit dem 19. Jahrhundert der Old Man of the Lake, ein jahrhundertealter Baumstamm, aufrecht im Wasser.
Der Pacific Crest Trail führt am Westufer des Sees entlang.
Der See ist arm an Lebewesen und frei von Algen. Da der See keine ursprüngliche Fischpopulation aufwies, wurden von 1888 bis 1941 verschiedene Fische eingesetzt, von denen sich nur eine Unterart des Rotlachses (kokanee salmon) und Regenbogenforelle etablieren konnten.

### Das Blau des Sees
„Das tiefe Blau des Crater Lake in Oregon, des tiefsten Sees der Vereinigten Staaten, ist von einer unerträglichen Schönheit, die die schwachen Kräfte rationalen Denkens weit übersteigt […] Da nur Schnee und Regen ihn füllen – während Sonne und Wind für Verdunstung sorgen – ist der See frei von Schwebeteilchen, wie sie bei fließenden Gewässern anzutreffen sind; die blauen Anteile des Sonnenlichts werden reflektiert, die übrigen Farben dagegen absorbiert, so dass er der blaueste aller blauen Seen der Welt ist.“

Alexander Theroux: Blau. (Aus dem Amerikanischen von Michael Bischoff)

## Bilder

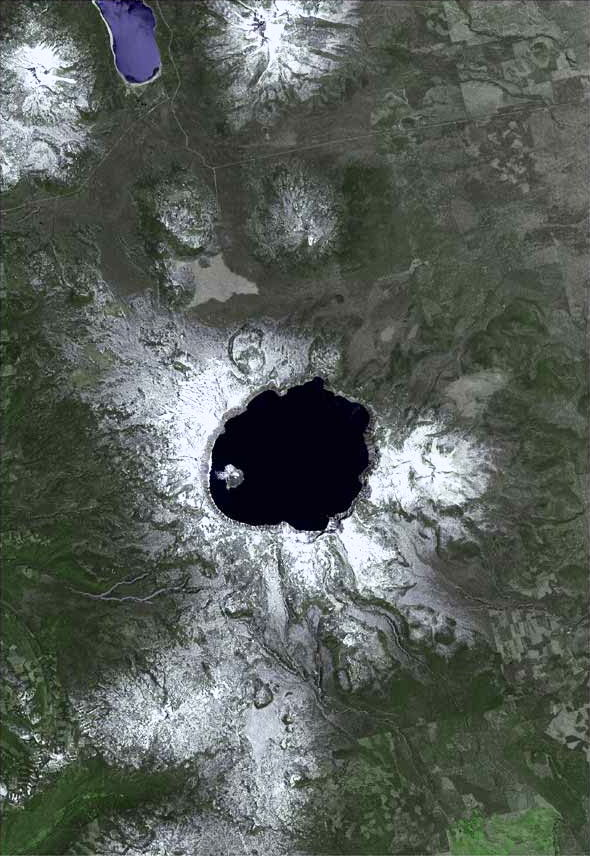
Satellitenaufnahme
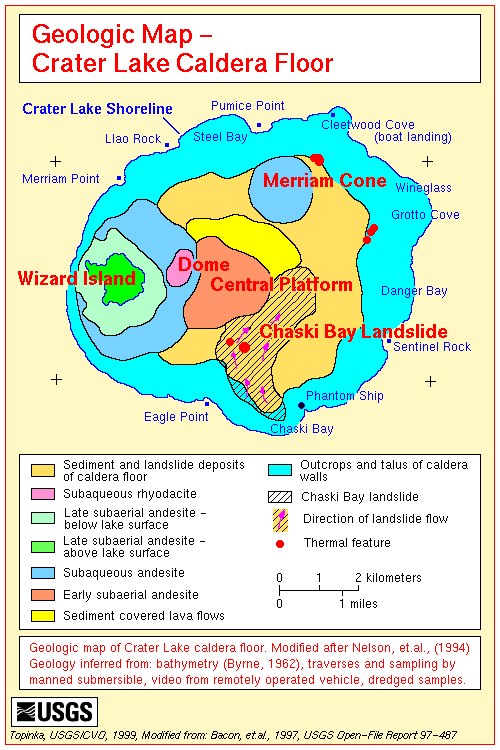
Geologie
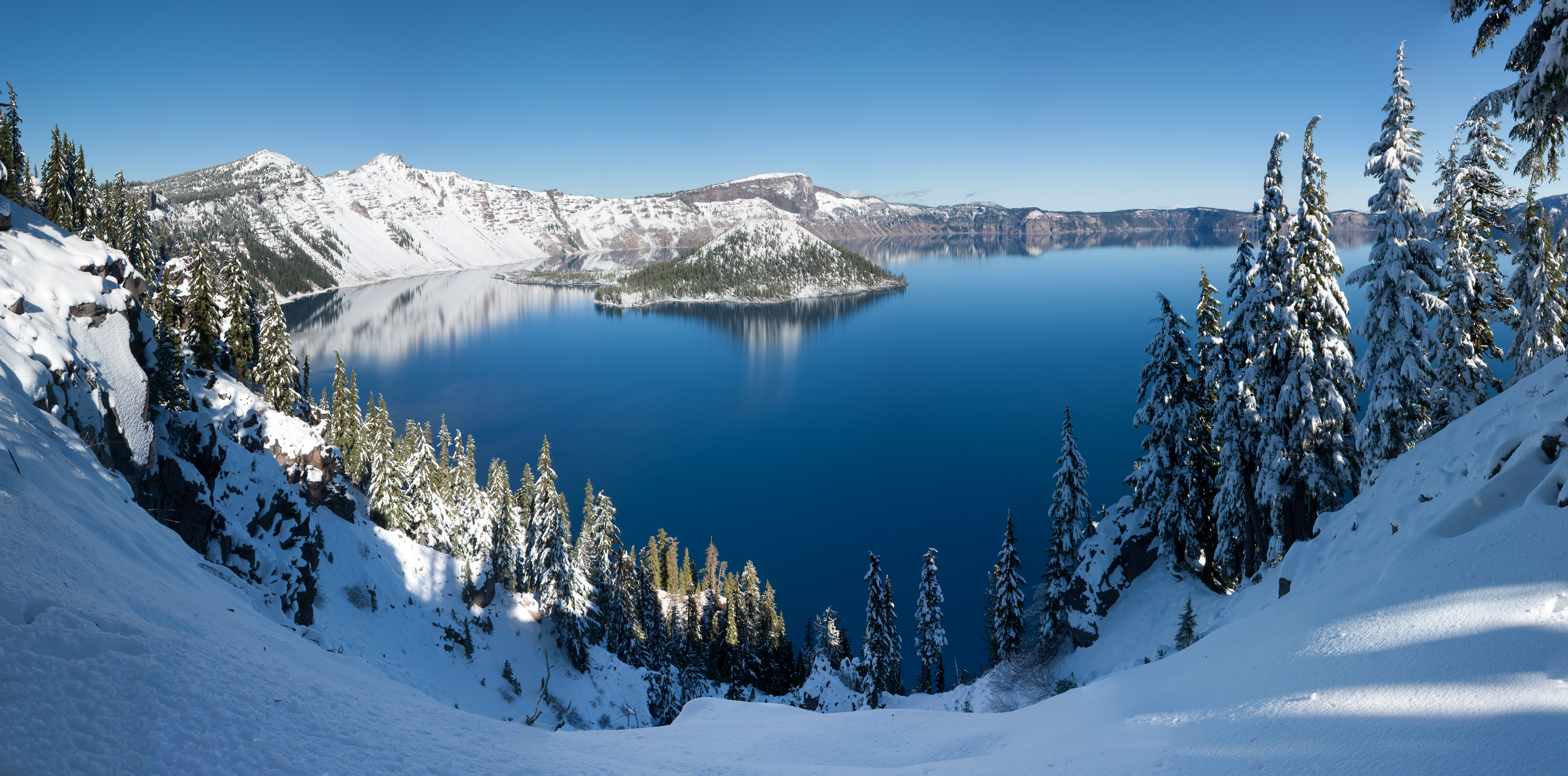
Der See im Winter mit Blick auf Wizard Island
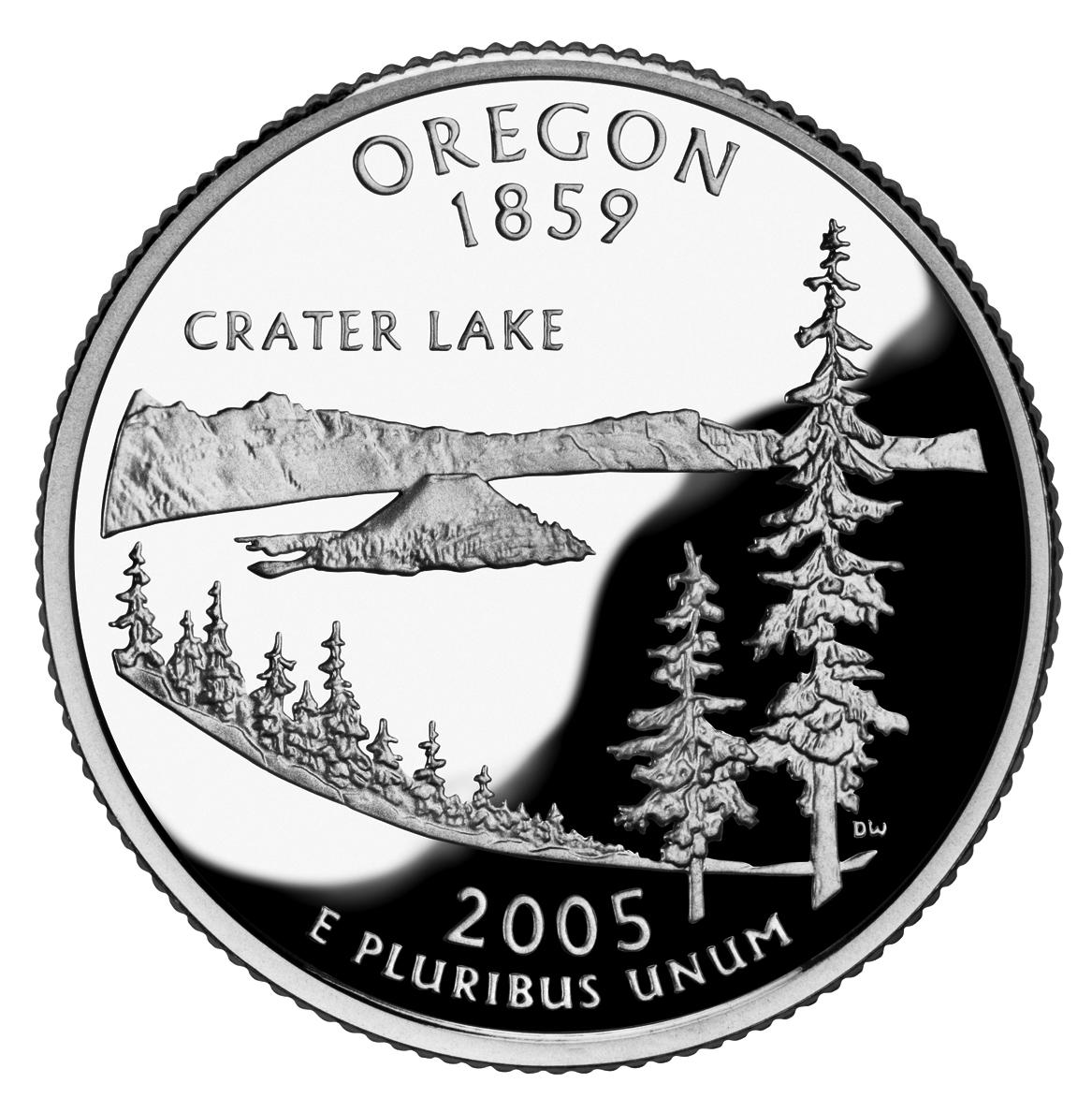
State Quarter 2005
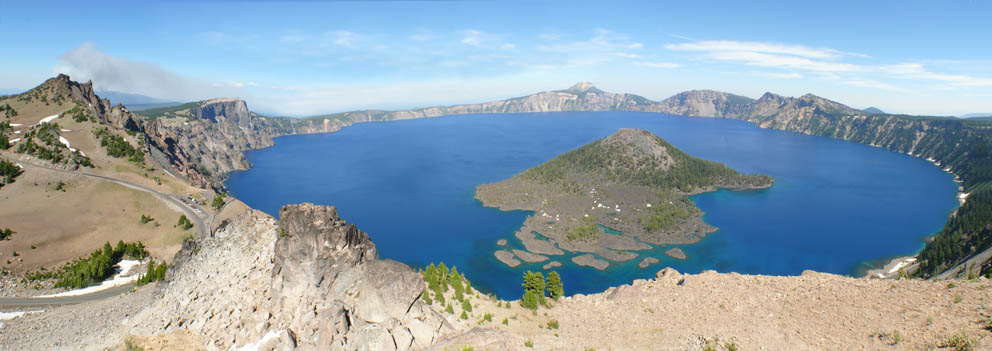
Panorama vom Crater Lake